# Libypithecus markgrafi
Libypithecus markgrafi — викопний вид приматів родини мавпових (Cercopithecidae). Мавпа мешкала у кінці міоцену у джунглях, що росли у цей час в Північній Африці. Скам'янілості виду знайдені на півночі Єгипту та Ефіопії.